# Șkariv, Hoșcea
Șkariv (în ucraineană Шкарів) este un sat în comuna Horbakiv din raionul Hoșcea, regiunea Rivne, Ucraina.

## Demografie
Componența lingvistică a localității Șkariv
     Ucraineană (98,69%)
     Rusă (1,31%)
Conform recensământului din 2001, majoritatea populației localității Șkariv era vorbitoare de ucraineană (98,69%), existând în minoritate și vorbitori de rusă (1,31%).